# اقتصاد رياضي
الاقتصاد الرياضي هو العلم الذي يقوم باستخدام النظريات والقوانين الرياضية في علم الرياضيات وتطبيقاتها في علم الاقتصاد، وبعبارة أخرى هو تطبيق الطرق الرياضية في التقييم العملي للعلاقات الاقتصادية. ويستخدم الاقتصاد الرياضي أساليب تحليل التفاضل والتكامل ومناهج المصفوفات الجبرية.
وأشاد الكتّاب الاقتصاديون بالفوائد الكبيرة لهذا الأسلوب والمتمثلة بإتاحة صياغة واشتقاق مفتاح العلاقات في النموذج الاقتصادي بوضوح، وصرامة، وبساطة. وقد حدد (بول سامويلسون) في كتابه «أساسيات التحليل الاقتصادي» عام 1947، البنى الرياضية العامة في عدة مجالات اقتصادية، وعن طريقها يتم تحليل المسائل والقضايا الاقتصادية بطريقة كمية للتعبير عنها بنظريات ومعادلات كما فعل بعض علماء الاقتصاد الحائزين على جوائز نوبل في الاقتصاد كالعالم جون فوربس ناش عن نظريته « نظرية التوازن » وقد أعتمدت بشكل أساسي على أساليب علم الرياضيات.

## التاريخ
إن استخدام علم الرياضيات في خدمة التحليل الاجتماعي والاقتصادي يعود إلى القرن السابع عشر، وبعد ذلك أنتشر بين الاساتذة العاملين في حقل الاقتصاد، لا سيما في الجامعات الألمانية، وهو أسلوب التدريس الذي ظهر وتناول على وجه التحديد الاسس الرياضية مع عرض مفصل للبيانات ولأنها تتعلق بالإدارة العامة للاقتصاد. الاستاذ غوتفريد حاضر الاقتصاد بالاسلوب الرياضي، وخصوصا في الإحصاءات.
وفي الوقت نفسه، قامت مجموعة صغيرة من الأساتذة في جامعة انكلترا باستخدام لوسيلة رياضية في بحث عن «المنطق من قبل شخصيات على الأمور المتعلقة بالحكومة» ويشار إلى هذه الممارسة في الاقتصاد السياسي.

## النظرية الحدية وجذور الاقتصاد الكلاسيكي الجديد

كميات التوازن كحل لرد فعل في سوق الاحتكار الثنائي. ويتم التعبير عن كل وظيفة كرد فعل كما في المعادلة الخطية التي تعتمد على الكمية المطلوبة.

الاقتصاديان أوگستان كورنو وليون والراس قاموا ببناء أدوات توضيحية بيانية حول الفائدة، بحجة أن الأفراد دوما يسعون إلى تعظيم فائدتهم عبر الخيارات في الطريقة التي يمكن وصفها رياضيا بالمخطط البياني المجاور.

## مواضيع الاقتصاد الرياضي
- الأساليب الرياضية في نظريات الإنتاج والتكاليف والربح.
- التوابع الأسية ونماذج النمو الاقتصادي.
- الأساليب الرياضية في الاستهلاك.
- التوازن الرياضي.
- البرمجة الخطية.

## النموذج الاقتصادي الرياضي
وهو عبارة عن مجموعة من المؤشرات الرئيسية التي تكتب بشكل معادلات ومتغيرات ترتبط فيما بينها بعلاقة كمية وتمثل الظواهر بشكل مختصر ومبسط وتنفع في تحليل ودراسة الظواهر الاقتصادية بشكل واضح.

## أنواع النماذج الاقتصادية الرياضية
- نماذج النظرية التحليلية والنماذج التطبيقية.
- النماذج الحتمية (اليقينية) والنماذج الاحتمالية.
- النماذج التوازنية والنماذج المثلوية.
- النماذج الجزئية والنماذج الكلية.
- النماذج البسيطة والنماذج المركبة (المعقدة).
- النماذج الخطية والنماذج غير الخطية.
- النماذج السكونية والنماذج الديناميكية.

## مراحل النموذج الاقتصادي الرياضي
- وضع وتحديد المشكلة الاقتصادية والمشكلات التي يراد حلها والهدف من الحل.
- تحضير المعلومات والبيانات الأولية للنموذج.
- بناء النموذج الرياضي والتعبير بشكل علاقات رياضية.
- الحل الرقمي للمسألة يدوياً أو حاسوبياً.
- التفسير الاقتصادي لنتائج الحل الرياضي عبر تحويلها إلى لغة الاقتصاد.